# Elaeagnus argyi
Elaeagnus argyi là một loài thực vật có hoa trong họ Elaeagnaceae. Loài này được H.Lév. mô tả khoa học đầu tiên năm 1913.